# 脉冲星风云

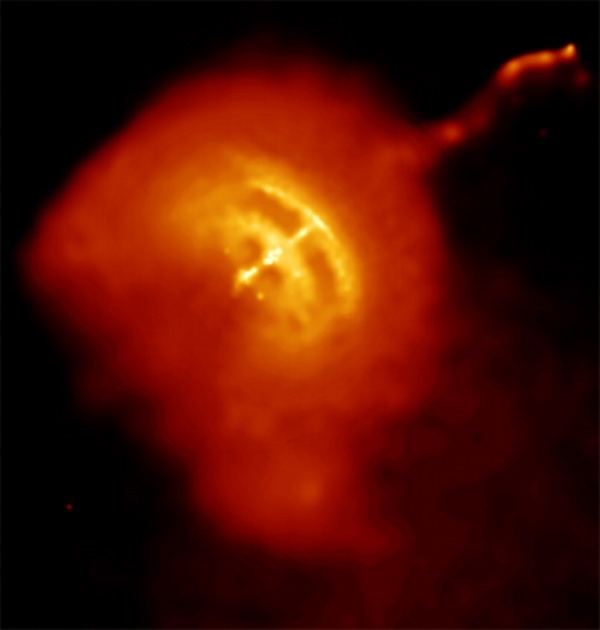
船帆座脈衝星（中心）及其周圍的脈衝星風雲。

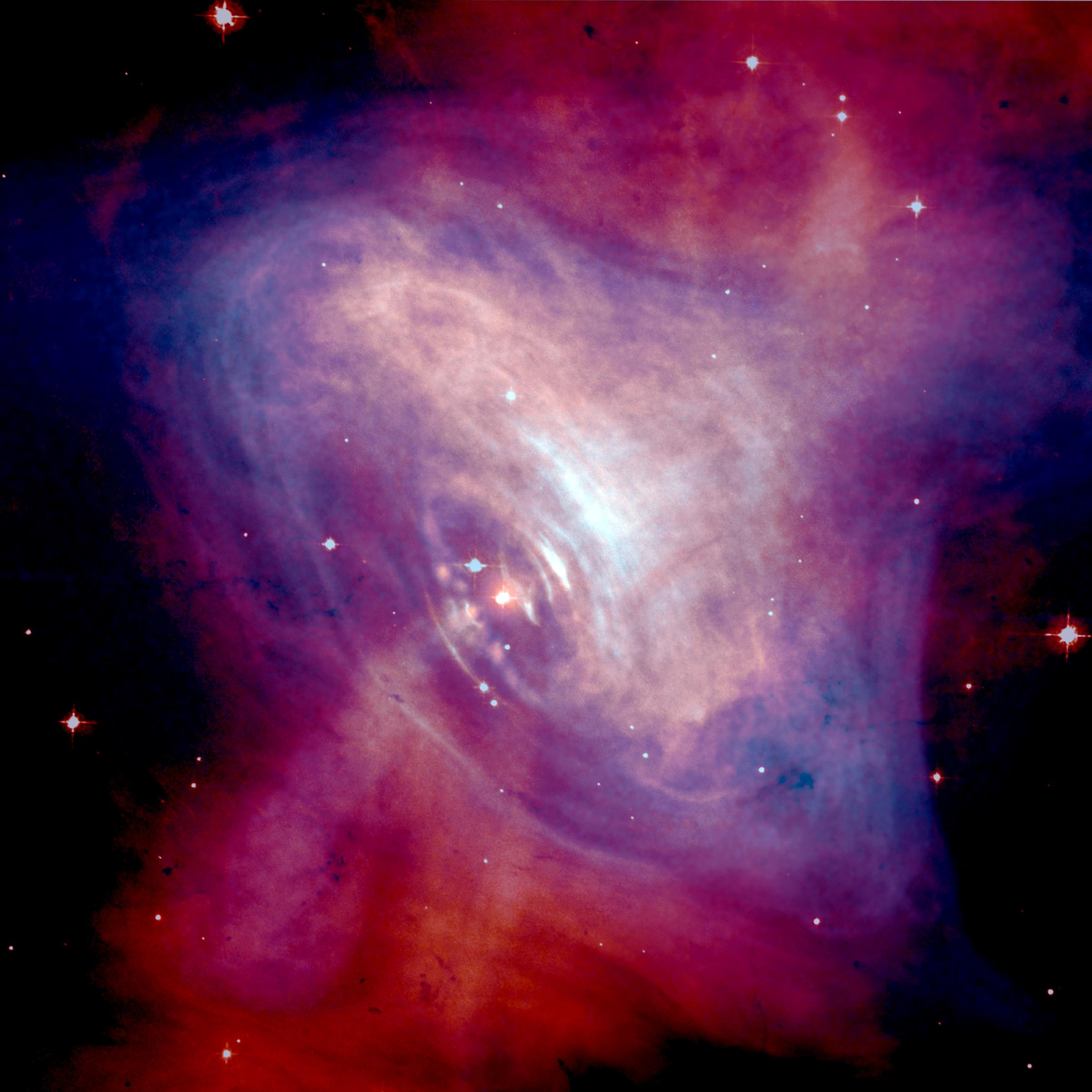
蟹狀星雲的內部。中心部分顯示脈衝風星雲，中心的偏紅色星是蟹狀星雲脈衝星。合成影像的可見光是哈伯太空望遠鏡的資料（紅色），X射線的資料來自錢卓拉（藍色）。

脈衝星風雲（pulsar wind nebula，縮寫為PWN，複數為PWNe，有時稱為plerion，是源自希臘語"πλήρης"，"pleres"，意思是"滿"。），是由超新星殘骸中心的脈衝星產生的脈衝星風提供動力，在其殼體內發現的星雲。這種星雲是在1976年發現的，當時在超新星殘骸中心附近的無線電波出現衰減的現象。之後，它們被發現是X射線輻射源，並且可能是伽瑪射線源。

## 脈衝星風星雲的演化
產生脈衝星風雲的過程很複雜，它們在產生成為所謂的星雲遺跡之前會通過各種階段的演化，像是風泡、殼狀星雲或弓形衝擊星雲。 新的脈衝星風雲出現在脈衝星產生的最初數千年內，通常看起來像超新星殘骸內的一系列殼層，例如蟹狀星雲內部區域內的小脈衝星風雲，或是在巨大的船帆座超新星殘骸及其相關的船帆座脈衝星內的星雲。
隨著脈衝星風雲年齡的老化，超新星殘骸的星雲消散和消失。在時間的推移中，脈衝星風雲的行為可能會改變，成為圍繞著毫秒電波脈衝星，或更老更慢的旋轉脈衝星遺跡的星雲。估計脈衝星風雲可以持續15,000年，之後，殼隨著脈衝星能量的減少而消散，它們就不再能探測到。重要的是，這取決於脈衝星因失去能量而自旋速度變慢的速率；這在已知的脈衝星之間有所不同。

## 脈衝星風星雲的特性
脈衝星風由帶電粒子（電漿）組成，並由旋轉脈衝星的快速旋轉產生強度達到1TG的巨大磁場加速到相對論速度。    脈衝星風經常流入周圍的星際物質，形成一種經常性的激波，稱為「風終端激波」，其中的物質被減速到次相對論速度。超過此半徑，同步發射在磁化流中增加。這些過程可以開啟和關閉與許多反轉，這為在中心的脈衝星創造了許多可見的外殼。
脈衝星雲通常顯示以下的屬性：
- 越靠近中心亮度越高，而沒有像大多數其它超新星殘骸中的殼層結構。
- 在電波頻帶中高度偏振通量和平面譜指數， α=0–0.3。由於同步輻射的損失，X射線能量指數上升，平均X射線光子指數為1.3–2.3 （譜指數為2.3–3.3）。
- X射線的尺度通常小於其電波和光學尺度（由於高能電子的同步加速壽命較短）[7]。
- 在伽瑪射線的TeV光子能量指數約為2.3。

脈衝星風雲可以是探測脈衝星/中子星與周圍環境相互作用的有利探測器。其獨特的特性可以推斷脈衝星風的幾何、能量和組成、脈衝星本身的空間速度以及環境物質的特性。

## 外部連結
- The Pulsar Wind Nebula Catalog （页面存档备份，存于）